# 南非盲鰻
南非盲鰻，（學名：Myxine capensis）為盲鳗科盲鰻屬的其中一種，分布於東南大西洋納米比亞及南非海域，棲息深度175-460公尺，體延長呈圓柱狀，體後方側扁，眼退化為皮膚所覆蓋，無上下頜，身體褐色，腹部顏色較淡，體長可達40公分，棲息在泥底質海域，屬肉食性，沒有交配器官，性腺位於腹膜腔內，卵巢位於性腺的前部，睾丸位於性腺的後部，若性腺的顱部發育，則動物成為雌性；若性腺的尾部發生分化，則動物成為雄性，生活習性不明。